# Mesud I.
Mas'ud I. († 1156), celým jménem Rukn ad-Dīn Mas'ūd ben Qilij Arslân (turecky Rükneddin Mesud) byl seldžucký sultán z Rumu.
Když jeho otec, Kilič Arslan I. zemřel, zůstal trůn dlouhodobě neobsazený. Byzantská říše využila této situace a zaútočila na Seldžuky. V roce 1110 se jeho bratr Malik Šah I. vrátil do Ikonionu a stal se sultánem. Byzantskou expanzi se mu však nedařilo zastavit.
Mesud se spojil s Danišmendovci a roku 1116 porazil Malikšaha u Ikonionu. V roku 1142 se obrátil proti svým bývalým spojencům a dobyl říši Danišmedů. V roku 1148 zvítězil nad křižáky u Dorylaonu.
Když v roku 1156 zemřel nastoupil na trůn jeho syn Kilič Arslan II.
| seldžucký sultán            | seldžucký sultán   | seldžucký sultán           |
| --------------------------- | ------------------ | -------------------------- |
| Předchůdce: Kilič Arslan I. | 1116–1156 Mesud I. | Nástupce: Kilič Arslan II. |